# 二宮久
二宮 久（にのみや ひさし、1850年（嘉永3年5月）- 1925年（大正14年）3月13日）は、柳生新陰流剣術家、大日本武徳会剣道範士。

## 経歴
長州藩藩校明倫館において柳生新陰流師家馬来勝平に剣術を学ぶ。1866年（慶応2年）、京都に出て岩倉具視の食客となる。1868年（明治元年）、柳生新陰流目録を授かる。
明治維新後、神奈川県、山口県等の警部を務める。1892年（明治25年）、萩警察署長に就任。このとき自邸に道場を設け、公務の傍ら剣術を教授した。1912年（大正元年）、大日本武徳会中国地方代表として大日本帝国剣道形制定の委員を務めた。

## 称号
- 1904年（明治37年）、大日本武徳会剣道精錬証
- 1905年（明治38年）、大日本武徳会剣道教士
- 1914年（大正3年）、大日本武徳会剣道範士